# Hold On (Nano-låt)
Hold On är en låt av svenska sångerskan Nano. Låten skrevs av Nano själv tillsammans med Gino Yonan, Ayak Thiik, Carl Rydén, Christoffer Belaieff, Rikard de Bruin, Johan Röhr och David Francis Jackson. Den deltog i Melodifestivalen 2017 och kvalificerade sig till finalen från den första semifinalen den 4 februari 2017.

## Låtlista
| 1. | Hold On | 3:18 |